# Gesellschaft für Medizinische Ausbildung
Die Gesellschaft für Medizinische Ausbildung (GMA; englisch German Association for Medical Education) ist eine deutschsprachige, gemeinnützige Fachgesellschaft zur Förderung der fächerübergreifenden Verbesserung der medizinischen Ausbildung. Sie ist Mitglied der Arbeitsgemeinschaft der Wissenschaftlichen Medizinischen Fachgesellschaften und der Association for Medical Education in Europe.

## Ziele der Gesellschaft
Der Verein möchte medizinische Aus-, Weiter- und Fortbildung anregen und unterstützen, die eine evidenzbasierte, ressourcen-schonende und humane Hochleistungsmedizin zum Ziel haben und die Fähigkeit zur Zusammenarbeit mit allen Gesundheitsberufen und lebenslangem Lernen vermitteln. Die dazu verfügbaren gesicherten pädagogischen Methoden sollen durch Aktivitäten der GMA, z. B. durch Forschungsprojekte und Findung der besten verfügbaren Evidenz, weiterentwickelt werden. Wissenschaftlich-empirische Forschung war und ist der methodische Ansatz der GMA. Zum Erfahrungsaustausch veranstaltet die GMA wissenschaftlichen Jahrestagungen.
Tätigkeitsfelder, die von der GMA (z. B. durch Ausschüsse/Arbeitsgemeinschaften) gezielt abgedeckt werden:
- Geschichte der Medizin – Bilder und Vorbilder in der Lehre
- Reform des Medizinstudiums (Modellstudiengänge)
- Zulassungskriterien zum Medizinstudium
- Definition von Ausbildungszielen (Kerncurriculum, Blaupause): Hierzu wurden der Nationale Kompetenzbasierte Lernzielkatalog Medizin (NKLM) und der Nationale kompetenzbasierte Lernzielkatalog Zahnmedizin (NKLZ) entwickelt[1][2]
- Qualität der medizinischen Ausbildung
- Lehr- und Lernformen in Aus-, Weiter- und Fortbildung
- Curriculumentwicklung
- Entwicklung medizinischer Lernzentren („Skills Lab“)
- Entwicklung von Prüfungen
- Unterrichtsmedien in der Medizin (Internetbasiertes Lernen und Prüfen)
- Ausbildung von standardisierten (simulierten) Patienten
- Ausbildung von Lehrkörper, Mentoren und Tutoren (auch studentischen).
- Evaluation des Unterrichts
- vom Curriculum bis zum Einzelprojekt
- Ausbildung Praktischer Fertigkeiten in sog. Skills Labs (also Laboren für das Lernen patientennaher Fertigkeiten und Kompetenzen)
- Informationsverarbeitung, insbesondere ärztliche Entscheidungsfindung
- Qualitätsmanagement in der Medizinischen Aus-, Weiter- und Fortbildung
- Unterstützung von Zertifizierungs- und Akkreditierungsverfahren

## Zusammenarbeit
Der Verein arbeitet zusammen mit
- dem Medizinischen Fakultätentag
- der Arbeitsgemeinschaft der Wissenschaftlichen Medizinischen Fachgesellschaften
- der Bundesvertretung der Medizinstudierenden in Deutschland und ihren Schwesterorganisationen
- dem Studiengang „Master of Medical Eucation“
- der Association for Medical Education in Europe

## Zeitschrift
Organ der Gesellschaft ist das GMS Journal for Medical Education, vormals GMS Zeitschrift für Medizinische Ausbildung. Die frei zugängliche Open-Access-Zeitschrift veröffentlicht wissenschaftliche Artikel über Aus-, Weiter und Fortbildung in den medizinischen Fächern, der Pharmazie und den Gesundheitsberufen und erscheint mindestens viermal pro Jahr auf dem GMS-Portal.

## Preise
Für studentische Lehrkräfte vergibt die GMA seit 2011 einen Preis. Ab 2019 wurden die Bedingungen neu gefasst, seitdem werden drei Preise vergeben:
- GMA-Projektpreis zur Weiterentwicklung der Lehre
- GMA-Preis für innovative Lehrprojektideen
- ZMA-Publikationspreis (gemeinsam mit dem Herausgebergremium der Zeitschrift für Medizinische Ausbildung (ZMA))

## Geschichte
Fritz Kemper, langjähriger Präsident des MFT, war später im Vorstand der GMA, gefolgt 1982 von Jörg-Dietrich Hoppe. Der langjährige Vorsitzende der GMA bis 1994, Dietrich Habeck, hat die enge Zusammenarbeit der GMA mit dem MFT fortgeführt.

1994 hat Florian Eitel den Vorsitz der GMA übernommen. Ab 2003 war Eckard G. Hahn, Erlangen, Vorsitzender der GMA. Seit 2005 wird die Zeitschrift mit dem Zusatz "GMS" auf der gleichnamigen Plattform von ZB Med und DIMDI im open access Format veröffentlicht. Ab 2011 war Martin R. Fischer, München, Vorsitzender. Im Jahr 2016 wurde die Zeitschrift umbenannt in „GMS Journal of Medical Education“ und veröffentlicht Artikel seit dem zweisprachig. Seit 22. September 2017 ist Thorsten Schäfer, Bochum, als Vorsitzender der Gesellschaft gewählt und wurde am 17. September 2021 wiedergewählt.